# Winston Jessurun
Winston Jessurun (Coronie, 5 april 1952) is een Surinaams arts en politicus. Hij is een van de oprichters van het Alternatief Forum en was daarna 24 jaar voorzitter van Democratisch Alternatief '91.

## Biografie
Jessurun was plastisch chirurg voordat hij de politiek in ging. Daarnaast was hij een verwoed jager en rallyrijder. Hij is een broer van Arti Jessurun, eveneens een medicus (kinderarts), maar als lid van de NPS en Keerpunt 2000 geen politiek bloedverwant.
In 1991 maakte Winston Jessurun deel uit van een discussiegroep van kritische intellectuelen die ontevreden waren over de situatie in het land. Het plan was toen om als het Alternatief Forum mee te doen aan de verkiezingen van 1992.
De Telefooncoup van Desi Bouterse van december 1990 bracht deze ontwikkelingen in een stroomversnelling. Omdat een partij zonder etnische basis niet kansrijk werd geacht, werd samenwerking gezocht met marrons (BEP), Javanen (Pendawa Lima) en Hindoestanen (HPP), en werd de nieuwe alliantie Democratisch Alternatief '91 geformeerd. Jessurun werd zelf voorzitter van de alliantie.
Tijdens de verkiezingen van 1991 behaalde de DA'91 9 zetels. In 1996 en 2000 behaalde ze respectievelijk drie en twee zetels. In 2000 kenschetste hij de regering van Jules Wijdenbosch als "Baas (lees: Bouterse) en bazen." Suriname zag hij als een gijzelaar van informele macht.
Tijdens de verkiezingen van 2005, 2010 en 2015 maakte DA'91 deel uit van de politieke allianties A1-Combinatie, Nieuw Front voor Democratie en Ontwikkeling en V7. Sinds de oprichting in 1991 tot de verkiezingen van 2015 is DA'91 onafgebroken vertegenwoordigd geweest in De Nationale Assemblée. In 2015 behaalde de alliantie V7 weliswaar 18 zetels; voor DA'91 was dit niet voldoende voor een zetel in De Nationale Assemblée.
Na de verkiezingen volgde Angelic del Castilho hem eind september 2015 op als voorzitter. Zelf werd hij toen gekozen tot eerste erevoorzitter van de partij. Jessurun verliet hierna de actieve politiek bij DA'91. In 2018 zei hij hierover dat hij, evenals voormalig minister en partijgenoot Rick van Ravenswaay, hiermee jongeren binnen de partij meer ontwikkelingsruimte wil geven.
In 2018 maakten hij en Van Ravenswaay deel uit van een commissie van de NPS die in aanloop naar de verkiezingen in 2020 een analyse maakt van de financieel-economische situatie van het land. Tegenover de media ontkrachtte hij dat het om een politieke overstap zou gaan.